# Thyellocerus fulgidipennis
Thyellocerus fulgidipennis är en skalbaggsart som först beskrevs av Pierre Émile Gounelle 1909.  Thyellocerus fulgidipennis ingår i släktet Thyellocerus och familjen långhorningar.
Artens utbredningsområde är:
- Paraguay.
- Surinam.

Inga underarter finns listade i Catalogue of Life.